# باول إريكسون
باول إريكسون (بالإنجليزية: Paul Erickson) هو لاعب كرة قاعدة أمريكي، ولد في 14 ديسمبر 1915 في زيون في الولايات المتحدة، وتوفي في 5 أبريل 2002 في فوند دو لاك في الولايات المتحدة.

## وصلات خارجية
- باول إريكسون على موقع دوري كرة القاعدة الرئيسي (الإنجليزية)
- باول إريكسون على موقعبيزبول رفرنس.كوم (الدوري الرئيسي) (الإنجليزية)
- باول إريكسون على موقعبيزبول رفرنس.كوم (الدوري الثانوي) (الإنجليزية)
- باول إريكسون على موقع إي إس بي إن.كوم (أم.أل.بي) (الإنجليزية)
- باول إريكسون على موقع مشجعي الرسوم البيانية (الإنجليزية)